# 쇼타임 (텔레비전 네트워크)

쇼타임(Showtime)은 미국의 케이블 텔레비전 채널. 1976년에 개국했고, 현재 바이어컴CBS 소속이다. 유료 케이블 채널 중에서는 HBO와 함께 복싱 중계를 담당하는 방송국이다. 스포츠는 복싱과 미국 종합 격투기 단체인 스트라이크포스 대회의 생중계, NFL 특집 중계 등이 방송 중이다.

## 채널 번호 목록
2014년 1월 기준으로 다음과 같다.
- 디시 네트워크- 318/319번(동.서부지역/HD와 SD 동시 송출)/320번(쇼타임2/HD와 SD 동시 송출)/321번(쇼케이스/HD와 SD 동시 송출)/322번(쇼타임 익스트림)/323번(쇼타임 비욘드)
- 디렉TV- 545/546번(동부/서부 지역, HD/SD)/547번(쇼타임2, HD/SD)/548번(쇼케이스, HD/SD)/549번(쇼타임 익스트림, HD/SD)/550번(쇼타임 비욘드, HD/SD)/551/552번(쇼타임 넥스트/우먼, HD만 송출됨)/1545번(VOD)
- 버라이즌 FiOS- 365~380번(SD)/865~874번(HD)
- AT&T U-verse- 852~866번(SD)/1852~1859번(HD)